# Roberto Ruiz Esparza
Jorge Roberto Ruiz Esparza Oruña (Puebla, Puebla, México; 16 de enero de 1965) es un político mexicano y exfutbolista, miembro del Partido Acción Nacional. Fue diputado federal en la LIX Legislatura y candidato a presidente municipal de la ciudad de Puebla de Zaragoza.

## Trayectoria deportiva
Ruiz Esparza realizó una larga carrera como jugador profesional de fútbol que inició en 1983 y finalizó en 2001. Jugó mayormente en el Puebla, pero también pasó por las filas de Veracruz, Tigres de la UANL, Necaxa y Atlético Celaya. Fue campeón de la temporada 1989-90 del Campeonato de Liga de la FMF, y ganó la Copa México en tres ocasiones (1988, 1990 y 1996).
Fue miembro de la selección de fútbol de México, con la que llegó a disputar la Copa de Oro de la Concacaf 1991.

### Clubes
| Club                        | País   | Año       |
| --------------------------- | ------ | --------- |
| Puebla                      | México | 1983-1992 |
| Tiburones Rojos de Veracruz | México | 1992-1993 |
| Puebla                      | México | 1993-1994 |
| Tigres de la UANL           | México | 1994-1996 |
| Necaxa                      | México | 1996-1997 |
| Atlético Celaya             | México | 1997-1999 |
| Puebla                      | México | 1999-2001 |

## Trayectoria política
Esparza se inició en la actividad política en 2002, desempeñándose como director de la Junta Promotora del Deporte del Ayuntamiento de Puebla durante la presidencia municipal de Luis Eduardo Paredes Moctezuma. Posteriormente se presentó como el candidato del Partido Acción Nacional en las elecciones federales de México de 2003 por VI Distrito Electoral Federal de Puebla, ganando su banca de diputado federal en la LIX Legislatura. En 2005 rompió con el PAN, convirtiéndose en un legislador independiente.
Fue candidato a presidente municipal de Puebla en 2007 con el apoyo del Partido Nueva Alianza. En 2015 el mismo partido lo designó como su candidato a diputado federal en el distrito electoral federal 11 de Puebla, pero semanas después le retiró su respaldo. 
Desde 2015 hasta 2018, bajo las gobernaciones de los panistas Rafael Moreno Valle Rosas y José Antonio Gali Fayad, Ruiz Esparza actuó como director del Instituto Poblano de Cultura Física y Deporte.
En 2018 se anunció como precandidato del Pacto Social de Integración a la diputación local del distrito 20 de Puebla, pero menos de una semana después se arrepintió y fue registrado como precandidato del PAN a diputado federal del distrito electoral federal 11 de Puebla.
Fue el candidato del Partido Verde Ecologista de México a gobernador del Estado de Puebla en las elecciones de 2021.